# Sabah
Sabah, država istočne Malezije, koja tvori sjeverni dio velikog otoka Borneo, a graniči sa Sarawakom (jugozapad) i Kalimantanom, ili indonezijskim Borneom (jug). Sabah ima 1290–1450 km  (800–900 milja) dugu, jako razvedenu obalu koju zapljuskuju Južnokinesko, Sulusko more i Celebesko more. Tijekom britanskog kolonijalnog razdoblja (do 1963.) bio je poznat kao Sjeverni Borneo. Njegovim kopnom dominira planina Kinabalu 4 101 metar (13 455 stopa ). Veliki splet lanaca - Crocker, Terus Madi i Witti - nazubljeni su u unutrašnjosti i uključuju mnoge vrhove između 1200 i 1800 metara  (4000 i 6000 stopa). Između lanca Crocker i mora na zapadnoj obali nalazi se prostrana, dobro naseljena obalna ravnica; ostale ravnice (Tenom, Tambunan i Keningau) leže u unutrašnjosti između planinskih masiva, dok su istočne nizine djelomično raščlanjeni peneplen (blago valovita površina zemlje nastala riječnom erozijom i denudacijom za relativnog tektonskog mirovanja i nepromjenljivih klimatskih uvjeta).

## Povijest
Iako postoje dokazi o kineskoj trgovini od 7. stoljeća nadalje, Sabahovi kontakti bili su stoljećima ograničeni na Filipine. Suluškim gusarima je bio poznat kao "Zemlja ispod vjetra" zbog svog položaja ispod pojasa tajfuna. Europski utjecaj jača nakon što je škotski putnik Alexander Dalrymple stigao do mora Sulu (1759.). Iako su Britanci bili aktivni na tom području kroz cijelo 19. stoljeće, osobito na pučinskom otoku Labuan, koji je postao krunska kolonija 1848., kopno nije bilo okupirano sve do 1877., kada je privatni sindikat (iznajmljen 1881. kao British North Borneo Company) dobio je zemljišne darovnice od sultana Bruneja i Sulua. Područje je dobilo svoje granice 1898. Nakon japanske okupacije tijekom Drugog svjetskog rata, status britanske krunske kolonije dodijeljen je (1946.), a Sabah se pridružio Maleziji 1963. Početkom 1960-ih Filipini su neuspješno oživjeli svoje dugogodišnje pravo na teritorij.

## Gospodarstvo
Plantažna poljoprivreda započela je početkom 20. stoljeća i proizvodi duhan, kokosove orahe i palmino ulje. Na zapadnoj obalnoj ravnici uzgajaju se riža i kaučuk. Iako prevladava vlažna riža i koristi se navodnjavanje, riža se i dalje mora uvoziti, obično iz Tajlanda. Izvoz uključuje drvo, gumu, kopru i abaku. Nekoliko dubokih zaljeva pružaju dobre luke u Victoriji, Kota Kinabalu (glavnom gradu), Kudatu, Sandakanu i Tawau. Za građevni materijal vadi se kamen, koraljni pijesak i glina. Zlato se nalazi u blizini rijeke Taliwas, a bušenje nafte u moru dovelo je do razvoja polja Tembungo. Industrije uključuju pilanu i proizvodnju proizvoda od gume.

## Stanovništvo
Malajci, Kadazan, Kinezi, Bajau i Murut glavne su etničke skupine. Za razliku od drugih Bornejskih teritorija, Sabah ima samo jednu rijeku - Kinabatangan - koja je plovna daleko u unutrašnjosti. Rijeke su i dalje jedino sredstvo komunikacije u nekim okruzima, ali se uglavnom putuje kopnom vozilima s pogonom na četiri kotača, ponijima ili bivolima. U glavnim lučkim gradovima postoje male cestovne mreže i obično zračne luke. Glavna cesta proteže se od Kota Kinabalua do Kudata, a Sabahova željeznica proteže se 116 milja (187 km) od glavnog grada do Tenoma. Površina 73 619 kvadratnih kilometara  (28 425 kvadratnih milja). Pop. (2000) 2 603 485.